# کژدم‌نماسانان
کژدم‌نماسانان (به لاتین: Pseudoscorpionida) نام یک راسته از رده عنکبوتیان است. کژدم‌نماسانان که به نام‌های عقرب‌های دروغین یا عقرب‌های کتابی نیز شناخته می‌شوند، عنکبوت‌های کوچک عقرب‌مانند متعلق به راسته کژدم‌نماسانان هستند.
کژدم‌نماسانان عموماً برای انسان مفید هستند، زیرا آنها لارو پروانه‌های لباس، لارو سوسک فرش، لارو، مورچه‌ها، کنه‌ها و مگس‌های کوچک را شکار می‌کنند. آنها کوچک هستند و به‌دلیل اندازه کوچکشان، با وجود اینکه در بسیاری از محیط‌ها رایج هستند، به‌ندرت مورد توجه قرار می‌گیرند.
هنگامی که مردم شبه‌کژدم را می‌بینند، به خصوص در داخل خانه، اغلب آنها را با کنه‌ها یا عنکبوت‌های کوچک اشتباه می‌گیرند.

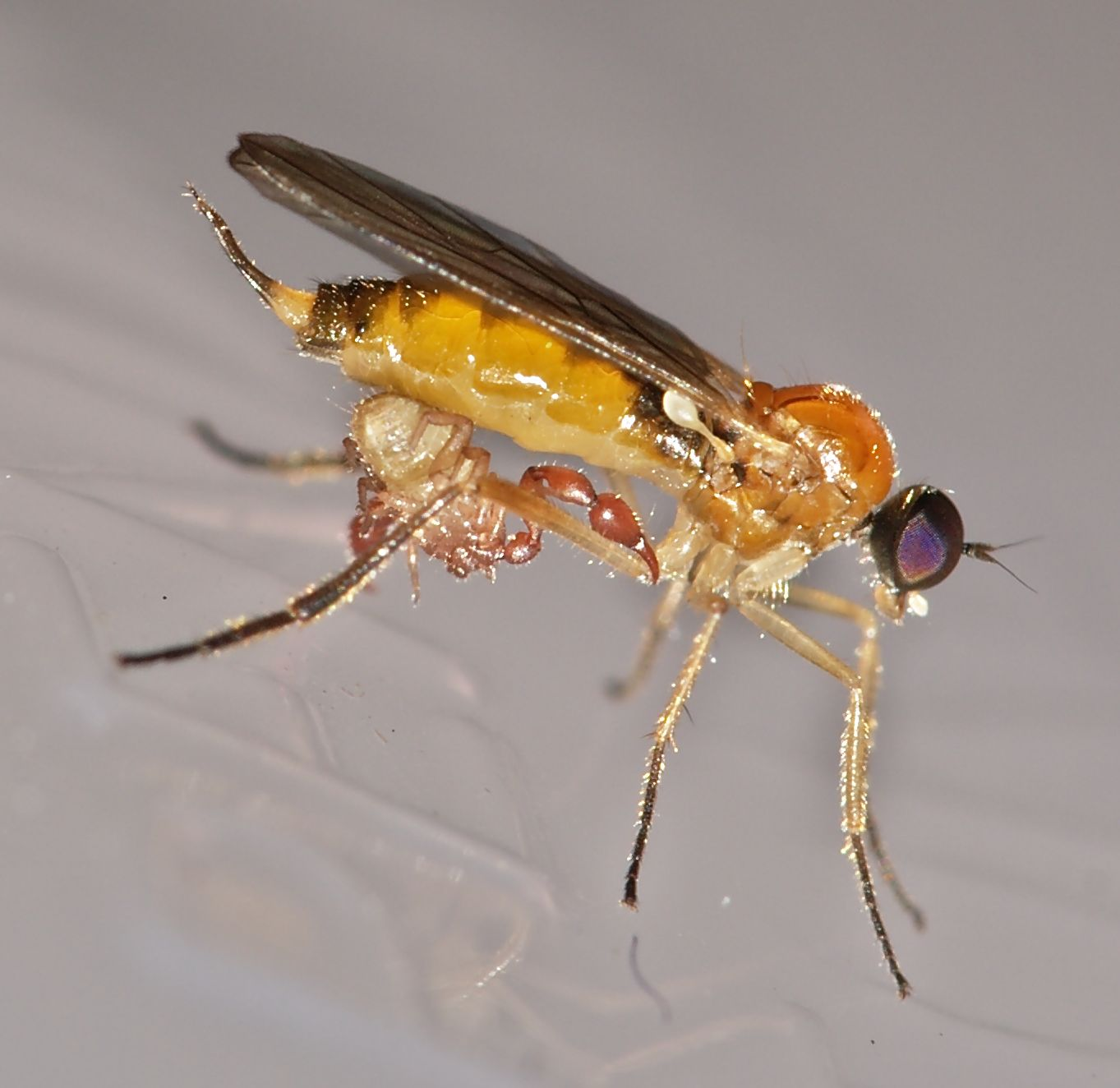
یک کژدم‌نما روی یک مگس، آلمان